# Toni Lato
Antonio Latorre Grueso (Pobla de Vallbona, Valencia, España, 21 de noviembre de 1997), conocido como Toni Lato o Lato, es un futbolista español que juega como defensa y milita en el R. C. D. Mallorca de la Primera División de España.

## Trayectoria

### Inicios
Su abuelo era entrenador en el Atlético Vallbonense, club de su localidad, la Puebla de Vallbona, y con 5 años jugaba en las categorías inferiores. Era un niño tímido y emocional, por eso casi siempre empezaba los partidos en el banquillo, pero luego salía y se hinchaba a marcar goles. Luego pasó a las categorías inferiores del Valencia Club de Fútbol y dio sus primeros pasos como extremo izquierdo, hasta que fue reconvertido en lateral izquierdo para aprovechar sus grandes cualidades como defensa. Su enorme potencial le hizo ascender rápidamente por las distintas categorías de la escuela.

### Valencia Mestalla
Tal era su progreso y su talento que con solo 15 años llegó a disputar un encuentro amistoso con el primer equipo. Fue el 8 de octubre de 2013 en un partido disputado ante el Burjassot C. F. en el que el Valencia C. F. dirigido por Miroslav Djukic se impuso por 1-7 en la celebración del centenario del equipo local. Entonces era aún jugador del Juvenil B, poco después pasó a debutar en el Juvenil A y a finales de esa temporada 2013-14, ya con 16 años, debutó con el Valencia Mestalla el 29 de marzo de 2014 en el estadio Antonio Puchades frente al Elche Ilicitano con el técnico Nico Estévez en el banquillo.
En la temporada 2014-15 siguió en el equipo Juvenil, pero en enero el lateral izquierdo del filial, Salva Ruiz, fue ascendido al primer equipo, lo que obligó a Curro Torres a llamar a Lato para que compaginara entrenamientos y convocatorias con el Valencia Mestalla aunque jugara partidos con el Juvenil.
En junio de 2015 le quedaba un año más de contrato y existía el interés de grandes clubes en fichar al joven lateral de 17 años, que llegó a rechazar una oferta del Real Madrid por ampliar su contrato como valencianista hasta 2020 con una cláusula de rescisión que ascendería hasta los 25 millones de euros cuando dispute diez encuentros oficiales con el primer equipo. Sufrió una lesión de la que tardó tres meses en recuperarse, pero regresó al equipo Juvenil a principios de la temporada 2015-16 a las órdenes de Miguel Ángel Angulo y participó en la Liga Juvenil de la UEFA, de la que el equipo fue injustamente eliminado en octavos de final por un clamoroso error arbitral en la tanda de penaltis. Debido a la recuperación de una lesión no pudo disputar ningún encuentro con el Valencia Mestalla hasta el 20 de diciembre en la 18.ª jornada frente al Sabadell. A partir de ese momento siguió participando casi siempre como titular en el lateral izquierdo del filial valencianista. El técnico del primer equipo, Gary Neville, debido al gran número de bajas empezó a convocar a canteranos y llamó a Lato en enero de 2016 para un partido de Copa, pero no debutó en partido oficial con el primer equipo hasta el 25 de febrero de 2016, y fue en un partido de competición europea, la vuelta de los dieciseisavos de final de la Liga Europa frente al Rapid de Viena en el estadio Ernst Happel. El resultado de la ida era muy favorable y el técnico le dio entrada en el segundo tiempo con el dorsal 36 para dar descanso a Gayà. Esa misma temporada volvió a ser convocado por el primer equipo en la última jornada de Liga pero sin llegar a jugar.
Hizo la pretemporada del verano 2016 a las órdenes de Pako Ayestaran con el primer equipo, participando en casi todos los encuentros amistosos, pero siguió la temporada 2016-17 ya no como juvenil sino como pleno jugador del Valencia Mestalla, que completó una magnífica e inolvidable temporada. En enero de 2017 empezó a entrar en las convocatorias del nuevo técnico del primer equipo, Voro, y pasó a participar con el primer equipo, pero podía seguir jugando con el filial. Fue una pieza clave del equipo de Curro Torres, titular siempre que estaba disponible, y el equipo llegó a disputar la promoción de ascenso a Segunda División pero se quedó a las puertas del ascenso.

### Valencia C. F.
En enero de 2017 empezó a entrar en las convocatorias del nuevo técnico del primer equipo, Voro, debutando por fin en La Liga el 9 de enero en el estadio de El Sadar ante C. A. Osasuna, entrando tras el descanso en sustitución de Siqueira que tenía problemas físicos. El 12 de enero se produciría su debut en Copa jugando el partido completo de la vuelta de los octavos de final en Balaídos contra el Celta, un partido que confirmaba la eliminación del equipo y que, sumado a la dramática situación liguera, levantó numerosas protestas de los aficionados contra los dirigentes del club. El equipo mejoró su dinámica y Lato participó en tres victorias consecutivas contra Leganés, Celta y Granada, lo que calmó los ánimos y alejó al equipo de los puestos de descenso. Fue titular además en el estadio Santiago Bernabéu en la 35.ª jornada completando un gran partido. En total esta temporada 2016-17 participó en 8 partidos de Liga, de los cuales 4 fueron como titular, más el de Copa del Rey.
La campaña 2017-18 con Marcelino García Toral como entrenador supuso un gran cambio para el club y Lato se confirmó como futbolista del primer equipo. Al ser el sustituto de Gayà no pudo jugar con regularidad, pero aun así tuvo grandes actuaciones como en la 2.ª jornada en el Santiago Bernabéu volviendo a ser titular y sando una asistencia de gol a su compañero y amigo el canterano Carlos Soler. Fue titular también en las dos primeras eliminatorias de la Copa del Rey frente a Real Zaragoza y Las Palmas. En Liga sus participaciones eran intermitentes pero siempre cumplía dignamente su papel. En enero pasó de llevar el dorsal 26 a lucir el 15. En total esa temporada participó en 16 partidos de Liga (9 como titular) y 4 de Copa.
En la temporada 2018-19 su participación fue más discreta, aunque pudo añadir a su experiencia haber debutado en la Liga de Campeones ante todo un Manchester United en Mestalla en el último partido de la fase de grupos, en el que por desgracia el equipo ya estaba eliminado pero se ganó 2-1. Volvió a participar en 4 partidos de la Copa del Rey, competición que finalmente ganó el Valencia y se convirtió en el primer título que consigue Lato, fue suplente en la final disputada en el estadio Benito Villamarín. En la Liga Europa disputó otros 4 partidos y logró anotar el primer gol de su carrera con el primer equipo. Fue el 18 de abril de 2019 en Mestalla en la vuelta de los cuartos de final contra el Villarreal. En la Liga en cambio solo pudo participar en 4 encuentros (3 de ellos como titular), por lo que al terminar la temporada se pensó que lo mejor para su progresión sería una cesión renovando su contrato.

#### Cesiones
El 5 de julio de 2019 se hizo oficial su ampliación de contrato hasta 2023 y su cesión una temporada al PSV Eindhoven. En un principio iba la operación iba a ser un traspaso con futuros derechos sobre el jugador, pero el máximo accionista Peter Lim frenó la operación y se cambió a una cesión. Lo malo de esto fue que el PSV Eindhoven no deseaba formar jugadores cedidos sin opción de compra, lo cual produjo que el club holandés no contó en absoluto con el futbolista. En agosto entró en el último minuto de un partido de fase de clasificación para la Liga Europa contra el Apollon Limassol chipriota, y disputó dos encuentros oficiales con el equipo filial. Ante la falta de oportunidades se acordó terminar la cesión en el mercado de invierno.
A finales de diciembre de 2019 se hizo oficial la cesión al Club Atlético Osasuna hasta final de temporada. La desgracia fue que a principios de enero de 2020 sufrió una lesión en un entrenamiento que le tuvo apartado de los terrenos de juego durante varias semanas. Tuvo que esperar hasta el 1 de marzo para debutar, siendo titular en el estadio Ramón Sánchez Pizjuán contra el Sevilla F. C., participando como interior izquierdo. Ya como lateral izquierdo, y tras el parón de las competiciones por la pandemia de COVID-19, participó en un total de 8 partidos de la Liga con el club navarro, siendo titular en 6 de ellos y marcando el de la victoria el 24 de junio de 2020 en Mendizorroza frente al Deportivo Alavés.

#### Regreso
Regresó a Valencia tras las dos cesiones poco productivas, y siguió sin tener regularidad en la temporada 2020-21 al ser José Luis Gayà el lateral izquierdo titular, pero aun así siempre terminaba teniendo minutos y llegó a participar en seis jornadas consecutivas, también en alguna ocasión como interior izquierdo. En total participó en 15 partidos ligueros y 3 de Copa a las órdenes de Javi Gracia, marcando un gol ante el Elche C. F. y siendo capitán del equipo en dos partidos de Copa frente a Yeclano y Alcorcón.
Siguió la misma tónica a las órdenes de José Bordalás en la temporada 2021-22, cumpliendo y supliendo con garantías al capitán Gayà, pero una inoportuna lesión le dio la oportunidad al jovencísimo lateral de la cantera Jesús Vázquez, que también empezó a contar con oportunidades en el primer equipo. En total Lato participó en 11 partidos de Liga y 5 de Copa.
La temporada 2022-23 era su última temporada del contrato y se barajaba una posible cesión. Además el joven Jesús Vázquez parecía tener más confianza por parte del técnico Gennaro Gattuso, pero supo aprovechar sus oportunidades y una sanción de Gayà y una lesión de Jesús Vázquez propiciaron la participación de Lato en las 5 primeras jornadas de Liga, logrando marcar además un gol en la 4.ª jornada frente al Getafe C. F. en Mestalla, partido en el que además fue el capitán del equipo.
Finalmente no renovó su contrato y, libre, firmó por el R. C. D. Mallorca hasta junio de 2027.

## Selección nacional
Ha sido internacional con la selección de España en las categorías sub-18 y sub-19. Fue convocado para disputar el Campeonato Europeo de la UEFA Sub-19 2015 en Grecia, anteriormente por una lesión no pudo ser parte del plantel. Finalmente no quedó en el grupo pero al año siguiente, disputó el Europeo sub-19 de 2016, pero fueron eliminados en la Ronda Élite.

## Estadísticas

### Clubes
Actualizado el 24 de mayo de 2025.
| Club                             | Div.          | Temporada     | Liga  | Liga  | Copas nacionales | Copas nacionales | Torneos internacionales | Torneos internacionales | Total | Total |
| Club                             | Div.          | Temporada     | Part. | Goles | Part.            | Goles            | Part.                   | Goles                   | Part. | Goles |
| -------------------------------- | ------------- | ------------- | ----- | ----- | ---------------- | ---------------- | ----------------------- | ----------------------- | ----- | ----- |
| Valencia C. F. Mestalla · España | 2.ª B         | 2013-14       | 1     | 0     | —                | —                | —                       | —                       | 1     | 0     |
| Valencia C. F. Mestalla · España | 2.ª B         | 2014-15       | 1     | 0     | —                | —                | —                       | —                       | 1     | 0     |
| Valencia C. F. Mestalla · España | 2.ª B         | 2015-16       | 10    | 0     | —                | —                | —                       | —                       | 10    | 0     |
| Valencia C. F. · España          | 1.ª           | 2015-16       | 0     | 0     | 0                | 0                | 1                       | 0                       | 1     | 0     |
| Valencia C. F. Mestalla · España | 2.ª B         | 2016-17       | 28    | 0     | —                | —                | —                       | —                       | 28    | 0     |
| Valencia C. F. Mestalla · España | Total club    | Total club    | 40    | 1     | 0                | 0                | 0                       | 0                       | 40    | 1     |
| Valencia C. F. · España          | 1.ª           | 2016-17       | 8     | 0     | 1                | 0                | 0                       | 0                       | 9     | 0     |
| Valencia C. F. · España          | 1.ª           | 2017-18       | 16    | 0     | 4                | 0                | 0                       | 0                       | 20    | 0     |
| Valencia C. F. · España          | 1.ª           | 2018-19       | 4     | 0     | 4                | 0                | 5                       | 1                       | 13    | 1     |
| Jong PSV · Países Bajos          | 2.ª           | 2019-20       | 2     | 0     | —                | —                | —                       | —                       | 2     | 0     |
| Jong PSV · Países Bajos          | Total club    | Total club    | 2     | 0     | 0                | 0                | 0                       | 0                       | 2     | 0     |
| PSV Eindhoven · Países Bajos     | 1.ª           | 2019-20       | 0     | 0     | 0                | 0                | 1                       | 0                       | 1     | 0     |
| PSV Eindhoven · Países Bajos     | Total club    | Total club    | 0     | 0     | 0                | 0                | 1                       | 0                       | 1     | 0     |
| C. A. Osasuna · España           | 1.ª           | 2019-20       | 8     | 1     | 0                | 0                | —                       | —                       | 8     | 1     |
| C. A. Osasuna · España           | Total club    | Total club    | 8     | 1     | 0                | 0                | 0                       | 0                       | 8     | 1     |
| Valencia C. F. · España          | 1.ª           | 2020-21       | 15    | 1     | 3                | 0                | —                       | —                       | 18    | 1     |
| Valencia C. F. · España          | 1.ª           | 2021-22       | 11    | 0     | 5                | 0                | —                       | —                       | 16    | 0     |
| Valencia C. F. · España          | 1.ª           | 2022-23       | 24    | 1     | 3                | 0                | —                       | —                       | 27    | 1     |
| Valencia C. F. · España          | Total club    | Total club    | 78    | 2     | 20               | 0                | 6                       | 1                       | 104   | 3     |
| R. C. D. Mallorca · España       | 1.ª           | 2023-24       | 28    | 0     | 6                | 0                | ―                       | ―                       | 34    | 0     |
| R. C. D. Mallorca · España       | 1.ª           | 2024-25       | 14    | 0     | 1                | 0                | ―                       | ―                       | 15    | 0     |
| R. C. D. Mallorca · España       | Total club    | Total club    | 42    | 0     | 7                | 0                | 0                       | 0                       | 49    | 0     |
| Total carrera                    | Total carrera | Total carrera | 170   | 4     | 27               | 0                | 7                       | 1                       | 204   | 5     |

## Palmarés

### Títulos nacionales
| Título       | Club           | País   | Año     |
| ------------ | -------------- | ------ | ------- |
| Copa del Rey | Valencia C. F. | España | 2018-19 |